# Nosowo (obwód rostowski)
Nosowo (ros. Носово) – wieś w Rosji, w obwodzie rostowskim, w rejonie nieklinowskim. W 2010 liczyła 731 mieszkańców.